# Gol Sniper Magnum
El GOL Sniper Magnum, GOL Magnum o GS-04 es un fusil de francotirador de cerrojo alemán fabricado por Gol-Matic GmbH, está disponible en configuraciones tácticas o deportivas.

## Diseño
El rifle fue diseñado por el armero profesional Gottfried Prechtl, quien se especializaba en la creación de rifles Mauser. La acción de cerrojo está basada en el sistema Mauser M98 Magnum, que fue introducido en 1898 con el Mauser 98. Cada rifle es hecho a la medida según las necesidades de cada cliente, por ejemplo: si es para fines tácticos o deportivos, por lo tanto hay muchas opciones y configuraciones.
Una culata Sto-Con Walnut forma el cuerpo del rifle, el cual es montado con un cañón Lothar Walther y un cerrojo Mauser. La culata aumenta la flexibilidad de la parte trasera del rifle, por lo tanto tiene menos retroceso y hay mayor precisión al momento de disparar.

## Cultura popular
Este rifle ha aparecido en videojuegos de la saga Battlefield, concretamente en Battlefield: Bad Company, Battlefield: Bad Company 2 y Battlefield 4, en este último desbloqueable mediante el DLC Second Assault.

## Usuarios
- Alemania: Usada por distintas fuerzas de la policía
- Lituania: Usada por las fuerzas armadas
- Chile: Usada por el Grupo De Operaciones Policiales Especiales de carabineros

- Datos: Q1486299